# 2015年中国股灾
2015年中国股灾，是指2015年6-7月中国沪深股市的主要指数在短期内出现连续大幅暴跌的事件。

## 背景
2014年，上證綜指上升53%、深證成指上升34%，領先全球股票市場。
2015年，股市的猛增勢頭從2014年12月31日到2015年6月12日近五個半月裡，上證綜指驟升60%，而深證成指更是暴漲122%。上海證券交易所綜合股價指數於6月12日一度到達5178.19點高位，之後急速下挫，並於8月26日低見2850.71點；滬深300指數亦由6月9日5380.43點高位，下跌至8月26日低見2952.01點，上證綜指及滬深300指數於兩個多月急跌45%；深圳證券交易所成份股價指數亦由6月15日18211.76點高位，下跌至9月15日低見9259.65點，深證成指於三個月急跌近一半； （页面存档备份，存于）至於深圳創業板指數更由6月5日4037.96點歷史高位，下跌至9月2日低見1779.18點，創業板指在不到三個月跌幅高達55.9%。
2019年，滬深股市繼續下跌，1月4日跌破2018年10月低位，上證綜指低見2,440.91點，深證成指低見7,011.33點。
2019年4月，上证综指一度拉回至接近3300点位，但此后至年尾震荡下行。
2020年，中国股市旋因新冠肺炎疫情及国际金融恐慌，再现动荡，上证综指于3月23日跌至2660.17点、深證成指跌至9691.53点。至此，这场持续近五年的股灾已经跌至几乎历史最低点，利空出尽，国际、国内政经大局势亦开始触底反弹，股灾亦趋于结束。

## 官方立場
2017年起央視開始披露部分股災期間的高層訊息，其明確定義「此波股市猛升猛降，為一場金融犯罪行為」，2015年下半其實中共中央已經下令公安機關往「抓人」的方向偵辦處理股市問題，之後上海市公安局經濟犯罪大隊組建了龐大的724專案偵辦隊，最高峰時期下轄擴增至八個大數據分析小隊，集中針對帶動股市熱潮的一群「妖股」進行背後交易人地毯式比對，最終鎖定有「私募一哥」稱號上海澤熙私募基金的徐翔和「巨富南霸天」稱號的深圳富盈基金李建林兩團夥有重大嫌疑，其轄下委託管理資產達數百億人民幣，成為炒作彈藥，之後還有勾結公司派和內線交易等行為，最後動用警力將兩人抓捕歸案，財產大舉沒收。
中國官方立場為大幅下跌成因在於前一年多的異常上漲，該上漲波本質不符基本面，跌回正常價位是遲早，但虛假泡沫吸引社會的炒股熱潮用以坑殺散戶，製造社會動盪。至於徐翔和李建林兩人是各自獨立行為還是有串謀，動機是單純獲取暴利還是有外界傳言的國際政治動機，官方從未有更多正式消息公開，相關各種故事的流傳僅止於網路傳言等級。

## 期間消息面
股市波動期間的各類題材與大環境經濟消息，提供了上漲材料，然而需說明的是各種消息面全憑解讀者的各自解讀，從未有嚴謹的定律論證某機構的一項資料數據上升，就代表股市一定會漲或該產業一定大好，完全相反的情況和事後牽強附會的情況也是股市所在多有。
- 上升段背景題材
  - 2007-08年金融危機以後，世界經濟有了不同程度的復蘇。發達國家股市的反彈速度明顯超過其實體經濟的復蘇速度。美國的道瓊（Dow Jones）指數、標普（S&P）指數均屢創新高。
  - 英國的經濟長期低迷，但倫敦的富時（FTSE）指數也超過2007-08年的高峰，接近1998年的歷史最高點。
  - 幾年來中國的國內生產總值（GDP）穩居世界第二位，實體經濟發展成為世界復蘇領頭羊。然而相對於強勁的經濟增長勢頭，中國的A股股市卻常年未有大漲。
  - 在2011到2013這三年中上證綜指和深證成指較2010年反而大幅回落。

- 下跌段背景題材
  - 2015年起A股牛市蒸蒸日上但實體經濟有些許下行壓力，製造業四月份匯豐中國製造業採購經理人指數為48.9，低於利空警戒線50。
  - 五月份匯豐中國製造業採購經理人指數升至49.1，但遜於預期的49.3。[7]
  - 部分經濟學家[谁？]表示數據顯示製造業景氣正在惡化，產量出現2015年以來的首次下滑，國內外需求疲軟，企業削減產量以應對需求下滑，通縮壓力相對強勁，產入與產出價格持續下滑。[來源請求]
  - 滙豐中國統計2015的6月服務業採購經理指數（PMI）下滑至51.8，放緩到5個月的低位。綜合製造業和服務業的產出指數降至50.6的13個月低點，指向需求低迷經濟全面減速。6月的服務業新業務指數也下降到52.2。
  - 地方債務狀況不佳。2015年5月18日江蘇省發行首批522亿人民币的地方债，其中包含置換一般債券308億元，新增一般債券214億元。
  - 2015年6月9日，MSCI委婉拒絕在2015年6月接受中国A股。MSCI发布新闻稿称，在有关市场准入等一些重要问题解决后，预计将中国A股纳入到其全球基准指数中。MSCI和中国证监会将成立一个工作组来解决这些问题。
  - 2015年6月13日，中国证监会再次重申禁止场外配资。但融資融券繼續攀升至歷史高位2.26萬億元。2015年6月18日起，融資融券由2.26萬億元下跌，減至7月8日的1.46萬億元[8]。

## 过程

### 股市连续大跌
2015年6月12日，上證綜指盘中触及5178.19點的近七年新高。深證成指收盘18140.66點，創歷史新高。為抑制＂瘋牛＂，2015年6月13日，在休市期间，中国证监会在新浪微博发文，“禁止证券公司为场外配资活动提供便利”。
2015年6月15日周一，沪指震荡下挫尾盘跳水，当日跌幅2.00%，险守5000点，创业板指暴跌5.22%。
2015年6月16日周二，两市震荡下挫，沪指跌3.47%，失守4900点，沪深两市近2000家个股下跌，创业板指早盘一度跌幅超过6%，后跌幅收窄，收盘跌2.85%，失守3600点。
2015年6月17日周三，两市探底后回转，收盘沪指涨1.65%，创业板指大涨4.20%，分别收复4900和3700点。
2015年6月18日周四，两市午盘后跳水，收盘沪指跌3.67%，创业板指暴跌6.33%。
2015年6月19日周五，两市跳空低开，随后震荡下行，收盘沪指暴跌6.42%，深成指跌6.03%，创业板指跌5.41%，本周沪指累计跌幅达13.32%。沪深两市出现千股跌停，全部2780支股票中有1088支跌停。
2015年6月23日周二，沪指探底后反转，全天振幅达6.99%，收涨2.19%，创业板指收涨2.38%。次日，沪指午后探底后反弹，收涨2.48%，收复4600点，但创业板指微跌0.31%。
2015年6月25日周四，两市尾盘跳水，沪指收跌3.46%失守4500点，创业板指大跌5.23%。
2015年6月26日周五，沪指低开后小幅上行，随后震荡下挫，收盘暴跌7.4%，深成指暴跌8.24%，创业板指狂泻8.9%逼近跌停，两市近两千支个股跌停。股指期货方面，中证500主力合约跌停。此时沪指下跌幅度已经达到20%。证监会发言人肖钢在当日的例行记者发布会上表示，当前的股市下跌是市场运行规律的调整。
2015年6月26日，上證綜指收盘4192.87點，較6月12日跌19%。深證成指收盘12502.96點，較6月12日跌20%。從此國家救市走向前台。

### 国家队开始救市
2015年6月27日周六，中国人民银行宣布自6月28日起，有针对性地对金融机构实施定向降准，并下调金融机构人民币贷款和存款基准利率。其中，金融机构一年期贷款基准利率下调0.25个百分点至4.85%；一年期存款基准利率下调0.25个百分点至2%，对“三农”贷款占比达到定向降准标准的城市商业银行、非县域农村商业银行降低存款准备金率0.5个百分点，对“三农”或小微企业贷款达到定向降准标准的国有大型商业银行、股份制商业银行、外资银行降低存款准备金率0.5个百分点，降低财务公司存款准备金率3个百分点，进一步鼓励其发挥好提高企业资金运用效率的作用。
2015年6月29日周一，《基本养老保险基金投资管理办法》 （页面存档备份，存于）征求意见稿出台，根据意见稿的规定，投资股票、股票基金、混合基金、股票型养老金产品的比例，合计不得高于基金资产净值的30%，此举可能为股市带来超过一万亿的资金。当日，沪指震荡下挫后略有反弹，收跌3.34%。当日，四大蓝筹ETF出现约为100亿元的净申购。
2015年6月30日周二，沪指探底后反弹，创下2009年以来最大涨幅，收涨5.53%，深成指涨5.69%，创业板指涨6.28%。国泰君安宣布上调部分标的证券折算率，降低融资保證金比例。当日，蓝筹ETF再次出现150亿的净申购。
2015年7月1日周三，沪指尾盘跳水大跌5.23%，两市近800支个股跌停。中金所盘中辟谣，称QFII和RQFII做空A股的传言不实。股指期货方面，当日四大IC合约全部跌停。当日晚间，上海证券交易所发布微博宣布拟自8月1日起调低A股交易结算相关收费标准，其中沪深交易所收取的交易费率降低30%，过户费降低33%。证监会表示会进一步扩大证券公司融资渠道。
2015年7月2日周四，两市无视多重利好继续下挫，沪指一度跌穿3800点，尾盘在中国石油、中国石化的大幅拉升和券商银行板块的护盘下跌幅收窄，收盘沪指跌3.48%，跌破4000点，创业板指跌3.99%，跌破2700点，两市再次出现千股跌停场面。盘中，光大证券紧急放宽两融平仓规则，华夏人寿称近期已大举建仓入市。
2015年7月3日周五，沪指低开，午后翻红后跳水，收盘暴跌5.77%，本周沪指跌12.07%，累計3週跌幅更達28.6%，創下一九九二年以來最大跌幅，两市超过1300支个股跌停。当日，中金所启动数据监控，排查做空账户。收盘后，证监会表示，证金公司将增资扩股，从240亿元增加到1000亿元，用于维护资本市场稳定。同时证监会表示严查虚假信息，并通报六起违法案件，同时表示减少IPO数量和规模。中國人民银行表示今日开展中期借贷便利操作2500亿元人民幣。证监会表示，QFII额度将从800亿美元增加至1500亿美元。中金所表示将差异化收取交易费，打击蓄意做空行为。当日20时左右，证监会主板发行审核委员会2015年第147次发行审核委员会工作会议因故取消。
2015年7月4日周六，中国证券报、新华网、人民日报等媒体刊文提振市场信心。21家证券公司发布联合公告，将投资1200亿元买入蓝筹ETF，并保证在4500点以下不会卖出，证监会要求1200亿在周一11时前到位。中国证券业协会发布倡议书，表示全力维护资本市场稳定。晚间，上交所、深交所公告称暂停28支新股的发行，随后国务院要求证监会暂停IPO。25家公募基金发布联合公告称维护资本市场稳定，创业板首批28家上市公司发布联合公告提出积极增持不减持等四点倡议，中关村277家上市公司联合发表维护股价行动倡议，中小板50家上市公司联合公告称不减持以稳定市场，深圳基金业发布救市倡议书。
2015年7月5日周日，中国人民银行称将通过多种形式给予中国证券金融股份有限公司流动性支持。
2015年7月6日周一，沪指开盘涨逾8%，随后下挫，收盘涨2.41%。
2015年7月7日周二，沪指低开低走，收跌1.29%。
2015年7月8日周三，沪指大幅低开，创业板指和深成指更是以一字跌停开盘。收盘上證指數大跌5.9%，險守3500點。滬深兩市合共有1,346隻A股停牌，佔總數2,808隻近一半。从6月15日至7月8日，17个交易日沪指最大跌幅达34.9%，创业板指最大跌幅更达42.9%，超过半数公司股价跌幅更超过50%。同日，中證監要求過去半年減持過公司股票的大股東及高層增持，而且要求所有上市公司的大股東停止沽貨，否則一律嚴肅處理。
2015年7月8日，深證成指收盘11040.89點，較6月12日跌40.0%，達2015年最低。2015年7月9日，上證綜指盘中触及3373.54點，較6月12日盘中最高跌34.9%，達2015年最低。
2015年7月9日周四，沪指低开高走，早段低見3373.54点后探底回升，午后一度大涨近7%，收市升202.14点或5.76%，报3709.33点，创业板指封上涨停板。
2015年7月10日周五，沪指高开高走，创业板指封上涨停板。
2015年7月13日周一，沪指高开，盘中一度下挫失守3900点，随后在震荡中翻红并强势冲击4000点。与此同时，三百多只股票复牌交易，沪深两市超过千股涨停。
2015年7月14日周二，沪指小幅低开，最初小幅震荡，后来在题材股的带动下快速拉升大涨超过1%，沪指重返4000点。临近午盘时冲高回落，失守4000点，收盘时险守3900点。与此同时，深市和创业板收红。
2015年7月15日周三，沪指低开低走，题材股股价大面积下挫，盘中跌幅超过2%，逼近3800点。深市、创业板也下挫。
2015年8月24日周一，滬深兩市全部低開低走，收盤時滬指跌幅達到8.49%，收3209.91點，跌掉2015年牛市以來全部漲幅，盤中跌幅超過9%，深證成指則下跌7.83%。同日全球股市全面下跌，日本日經平均指數下跌4.61%，俄羅斯RTS指數下跌4.18%，香港恆生指數下跌5.17%，美國納斯達克綜合指數下跌3.82%，紐交所指數下跌3.21%，英國FTSE100指數下跌4.67%，印度孟買指數下跌5.94%，巴西IBOVESPA指數下跌2.79%。這輪全球股災據悉與Markit公司發佈的PMI指數低迷有關。

## 媒體報導
2015年7月3日，人行《金融時報》刊發題為《打擊惡意做空刻不容緩》的文章。也有人民銀行主管在在報章發文暗示摩根士丹利等國際投資銀行惡意做空A股。
2015年7月3日，對此下跌的趨勢，亦有利好的消息。新浪財經一篇題為《空方最瘋狂的階段過去，靜待市場底出現》於7月3日的報道在文末強調「炒股一定要跟著黨走，一定要聽黨的話，國家隊進來了同樣的暗示市場的底部不遠了！」。中國財經專家梁明啟和方志廣，於2015年7月4日分別撰寫文章《牛回頭已進入最後階段》、《大盤底部已現下周望迎大逆轉》，對前景抱持樂觀的看法。

## 政府急救措施
2015年6月28日星期日，中國人民銀行在這一天起宣布降低存款準備金率25個基點。同時針對貸款給三農及小微企業的銀行，定向降準50個基點，同日銀行樓按加50個基點，市場不买帳繼續下跌。中國證券監督管理委員會對此推出政策拯救，包括：一、減少近期新股發行數和籌資金額，7月上旬僅安排10隻新股上市；二、引境內外長期資金入市，將合格境外機構投資者（QFII）額度由800億美元增至1500億美元；三、中國證券金融公司註冊資本由240億元（人民幣．下同）擴大至1000億元，以向券商的融資融券業務提供資金；四、嚴懲造謠者。
2015年7月4日上午，中國21家券商突齊赴中證監開會，決定4項救市措施。1.動用不少於人民幣1,200億元集中購買藍籌股ETF、試圖力托滬綜指衝回4,200點水平；晚間七點，滬深交易所收到各證券商發出的28間企業通告，宣布暫緩新股發行。同日市場傳言蕭鋼被捕，市場即日反彈。但傳言過後繼續下跌，因此又推出下面措施:
- 證金公司已向21家證券公司提供2600億元人民幣的信用額度，用於增持股票。證監會也通過股票質押向21家證券公司提供2600億元人民幣信用額度。
- 中國金融期貨交易所提高中證500期指賣空保證金比例至30%。
- 中國保險監督管理委員會提高保險資金投資藍籌股票監管比例。
- 中國證券監督管理委員會加大對中小市值股票購買力度。7月8日晚間更公告上市公司持股5%以上的股東，6個月內不准賣自家的股票。
- 國務院國有資產監督管理委員會要求逾百家中央企業承諾在股災期間買股票、不賣股票。
- 證監會放寬上市公司大股東及“董監高”（董事、監事、高階管理）人員增持公司股票限制。
- 中華人民共和國財政部要求國有金融企業在股價低於合理價格時買進。
- 中央匯金公司承諾不賣所持上市公司公司股票，繼續買進。
- 國務院常務會議於7月8日決定，各級財政將把已收回的沉澱和違規資金人民幣2500多億元，統籌用於急需領域。
- 中華人民共和國公安部副部長孟慶豐於7月9日親自率隊前往中國證券監督管理委員會，排查惡意賣出股票與股指的線索[75]。